# 3. Nationalparlament Osttimors
Das 3. Nationalparlament Osttimors wurde bei den Parlamentswahlen in Osttimor 7. Juli 2012 als neue Legislative Osttimors gewählt. Damit endete die Legislaturperiode des 2. Nationalparlament Osttimors und die Amtszeit der IV. konstitutionellen Regierung Osttimors unter Premierminister Xanana Gusmão (CNRT). Gusmão wurde am 8. August 2012 zu seiner zweiten Amtszeit als Chef der V. konstitutionellen Regierung Osttimors vereidigt. Anfang 2015 trat Gusmão aus eigenen Stücken zurück und bestimmte Rui Maria de Araújo (FRETILIN) zu seinem Nachfolger als Premierminister.
Im 3. Nationalparlament Osttimors waren vier Parteien vertreten.

## Abgeordnete
Stärkste Kraft war der Congresso Nacional da Reconstrução Timorense (CNRT) mit 30 Sitzen, gefolgt von der FRETILIN mit 25 Sitzen, der Partido Democrático (PD) mit acht Sitzen und der Frenti-Mudança mit zwei Sitzen.

## Geschehen
Bei den Parlamentswahlen 2012 konnte der CNRT sich erstmals als größte Partei etablieren, während die FRETILIN ihren Stimmenanteil halten konnte. Die PD verlor ein Prozent. Schwere Verluste mussten die diesmal getrennt antretenden ASDT und PSD hinnehmen, die dadurch aus dem Parlament flogen. Ebenso scheiterten PUN, UNDERTIM und Aliança Democrática an der Drei-Prozent-Hürde. Dafür gelang der Frenti-Mudança, einer Abspaltung der FRETILIN, der Einzug in das Parlament. Das neue Parlament trat erstmals am 30. Juli 2012 zusammen. Es wählte Vicente da Silva Guterres (CNRT) zum neuen Parlamentspräsidenten. Vizepräsidenten wurden Adérito Hugo da Costa (CNRT) und Adriano do Nascimento (PD). Zu Sekretärinnen des Präsidiums (Secretaria de Mesa) wurden Ângela Corvelo (CNRT), Maria Fernanda Lay (CNRT) und Angelina Machado de Jesus (PD) gewählt.
Die Regierungskoalition bestand zunächst aus CNRT, PD und FM. Mit Rücktritt von Premierminister Gusmão und Amtsantritt seines Nachfolgers Rui Maria de Araújo am 16. Februar 2015 wurde ein neues Kabinett vereidigt, dem nun auch Mitglieder der FRETILIN angehörten.
Im März 2016 kündigte die CNRT die Koalition mit der PD auf, nachdem es im Streit um die Besetzung des militärischen Oberbefehlshabers zum Konflikt zwischen Parlament und Regierung einerseits und Staatspräsident Taur Matan Ruak andererseits kam. Im Parlament wurden Forderungen laut entsprechend der neuen Machtverhältnisse auch die PD-Mitglieder im Parlamentspräsidium zu entlassen. Auch Parlamentspräsident Vicente da Silva Guterres wurde zum Rücktritt aufgefordert, als er sich der Umbesetzung entgegenstellte. Am 5. Mai kam Guterres einer Abwahl zuvor und trat als Parlamentspräsident zurück. Zu seinem Nachfolger wurde am selben Tag Adérito Hugo da Costa gewählt. Die Vizepräsident Adriano do Nascimento und Angelina Machado de Jesus von der PD wurden vom Parlament abgewählt. Zu den neuen Vizepräsidenten wurden Eduardo de Deus Barreto und Duarte Nunes (beide vom CNRT). Maria Fernanda Lay blieb Sekretärin des Präsidiums, Ângela Corvelo ihre Stellvertreterin. Neue Stellvertreterin wurde Domingas Álves da Silva (CNRT). Damit sind alle Präsidiumsmitglieder Mitglieder des CNRT.
2022 kritisierte der osttimoresische Rechnungshof (Câmara de Contas CC) „illegale und unrechtmäßige“ Zahlungen an Abgeordnete in den Jahren 2015 und 2016 in Höhe von fast 1,09 Millionen Dollar. Dazu gehörten Gehaltszulagen und Zulagen für medizinische Untersuchungen, Kraftstoff, Wartung und Reifenwechsel. Insgesamt enthält der Bericht eine Aufstellung „möglicher finanzieller Verstöße“ von Parlamentspräsident, Abgeordneten und Mitarbeitern in Höhe von fast 2,2 Millionen US-Dollar. Die Untersuchung hatte Parlamentspräsident Adérito Hugo da Costa 2017 selbst beauftragt. Normalerweise betrug das Grundgehalt 2.250 Dollar für den Präsidenten und 1.625 Dollar für Abgeordnete ohne zusätzliche Aufgaben. Hinzu kamen ein monatliches Wohngeld von 450 Dollar und ein Kommunikationsgeld von 300 Dollar. Die Abgeordneten erhielten außerdem eine jährliche Vergütung von 4.000 Dollar für „medizinische Untersuchungen“, 2.000 Dollar pro Jahr für „Reifenwechsel“, 500 Dollar pro Jahr für die Wartung des Fahrzeugs und 240 Dollar pro Monat für Kraftstoff. Allein in den Jahren 2015 und 2016 erhielten die 65 Abgeordneten zusätzlich zu ihren Gehältern und Repräsentationskosten fast 1,2 Millionen Dollar an Zulagen oder durchschnittlich 1.532 Dollar pro Monat und Abgeordneten. Allerdings waren im Gesetz über die Vergütungen der Abgeordneten keine der Zulagen, mit Ausnahme der Wohnungs- und Kommunikationszulage vorgesehen. Der Bericht nennt zudem die 4000 Dollar für die Zulagen für medizinische Untersuchungen in ihrer Höhe als eindeutig übertrieben, zumal die Abgeordneten bereits eine medizinische Versorgung durch das Parlament erhalten und dieses auch die Kosten für Behandlungen im Ausland übernimmt. Ebenso seien die Kosten für den Reifenwechsel überdimensioniert. Belege oder andere Nachweise für die vorgesehene Verwendung der Zuschüsse wurden nicht von den Abgeordneten verlangt.

## Ausschüsse
Das Parlament verfügte über folgende Ausschüsse (Kommissionen):
- Kommission A: Kommission für konstitutionelle Angelegenheiten, Justiz, Öffentliche Verwaltung, lokale Rechtsprechung und Korruptionsbekämpfung
- Kommission B: Kommission für Außenangelegenheiten, Verteidigung und Nationale Sicherheit
- Kommission C: Kommission für Öffentliche Finanzen
- Kommission D: Kommission für Wirtschaft und Entwicklung
- Kommission E: Kommission für Infrastruktur, Transport und Kommunikation
- Kommission F: Kommission für Gesundheit, Bildung, Kultur, Veteranen und Gleichstellung der Geschlechter
- Kommission G: Kommission für Ethik